# Bodilus acutifrons
Bodilus acutifrons är en skalbaggsart som beskrevs av Rudolph Petrovitz 1958. Bodilus acutifrons ingår i släktet Bodilus och familjen Aphodiidae. Inga underarter finns listade.